# Saracrinus nobilis
Saracrinus nobilis är en sjöliljeart som först beskrevs av Carpenter 1884.  Saracrinus nobilis ingår i släktet Saracrinus och familjen Pentacrinitidae. Inga underarter finns listade i Catalogue of Life.